# بعد الحب (ألبوم)
بعد الحب هو ألبوم للفنان العراقي كاظم الساهر، تم إصداره عام 1995 من إنتاج شركة ريلاكس إن.

## قائمة الأغاني
- بعد الحب  - 16:06-من كلمات كاظم الساهر/كريم العراقي-الحان-كاظم الساهر
- ضمني علي صدرك  - 4:12-من كلمات كاظم الساهر-الحان-كاظم الساهر
- كلك عى بعضك حلو-من کلمات عزيز الرسام-الحان-كاظم الساهر
- ميرسي  - 5:28-من كلمات كاظم الساهر-الحان- كاظم الساهر
- مين قساك  - 8:56-من كلمات أسعد الغريري-الحان- كاظم الساهر
- ها حبيبي-من كلمات كريم العراقي-الحان-كاظم الساهر
- ياهلا بهالطول  - 6:22-من كلمات كريم العراقي-الحان-كاظم الساهر